# Felipe Peláez
Felipe Renán Peláez Rodríguez (Maracaibo, 7 de febrero de 1976) es un  cantante y compositor de vallenato colombo-venezolano y otros géneros musicales.

## Biografía
Comenzó tocando instrumentos como el piano y la guitarra en distintas actividades relacionadas con su vida estudiantil y grupos sociales. 
A los 16 años de edad emigró de su pueblo de crianza Maicao para iniciar estudios universitarios en Bogotá. En un principio estudió Ingeniería mecánica, después música y finalmente comunicación social, carrera de la que logró título profesional. Al mismo tiempo Felipe, inclinado por su pasión musical, buscaba oportunidades en los bares de la ciudad como músico y cantante; fue así como el acordeonista Rafael Ricardo lo escuchó y lo invitó a ser parte como guitarrista de la agrupación musical que conformaba con Otto Serge. Con ellos, el cantautor comienza a ser parte del personal de artistas y repertorio de Sony Music, casa disquera de los vallenatos que precisamente fueron quienes le grabaron a Felipe su primera composición titulada 'Soñando Contigo'.
La oportunidad de cantar llegó con 'Los Amigos Del Sol'. Gaby García, quien reemplazó a Rafael Orozco en el Binomio de Oro, después de su asesinato, y Victor "Rey" Reyes, lo ficharon como segunda voz. Inmediatamente Felipe, se hace sentir y, sus destacadas intervenciones, son reconocidas por grandes de nuestra música como Joe Arroyo, Los Betos, Diomedes Díaz, Jorge Oñate, Rafael Orozco entre otros, quienes deciden solicitar sus servicios como guitarrista y asesor para sus producciones musicales.
Luego, impulsado por los estímulos que recibía de personas que lo veían cantar en las parrandas, decide ir más allá. Es cuando es seducido por el micrófono y se lanza como cantante, apoyado solo por unos pocos, pero alimentado de muchas ganas y talento de sobra, que le permitieron darse a conocer como cantautor vallenato y tropical. 
En 2002 con el disco 'Felipe Peláez y son Guajira', se abre espacio en el ámbito tropical como solista, sin embargo es en 2006 cuando se lanza como intérprete vallenato haciendo de 'Borracha' su primer gran éxito, el cual en 2007 fue canción del carnaval de Barranquilla.
Desde entonces otros títulos como “Lo tienes todo”, “Loco”, “Katapum”, con Eddy Herrera en merengue dominicano. "Amapola", que fue la bachata balada grabada en homenaje a Juan Luis Guerra,  “Cuando vuelvas”, “Caminaré”, “Solo tuyo”, “Tengo ganas”, “El amor más grande del planeta”, “Tu hombre soy yo”, “Voy a beber”, “Te amo y te amo”, “Tan natural” y  'Vestirte de amor', han liderado los listados musicales del National Report y del Monitor Latino.
Además de vallenato ha interpretado pop, salsa, merengue, tropical, urbano, entre otros géneros.  Lo que lo hace un artista polifacético. En 2010 Pipe Pelaéz celebró con Gilberto Santa Rosa el Grammy Latino a mejor álbum de salsa por su trabajo 'Irrepetible', en el que hicieron a dúo la canción titulada 'Ella', y al año siguiente, con esta misma producción fueron nominados al Grammy Anglo.
En 2012 la postulación a los Grammy Latino llegó con la producción 'De otra manera', un CD en guitarra elogiado por la crítica y el público.
"Diferente” puede ser considerado, hasta el momento, como el disco más exitoso de su carrera, pues la Academia de las Artes y las Ciencias de la Grabación Latina (Grammy Latino) lo catalogó en 2013 como el mejor en la categoría Vallenato - Cumbia.
En cuanto a la composición, las letras de Felipe también se han destacado ampliamente. Temas como "Quien más te quiere", "Cuando quieras quiero", "En nombre de los hombres", en la voz de Iván Villazón; "Se te hizo tarde", con Jorge Oñate; "Ella y tú", con Joe Arroyo; "Una como tú", del Binomio de Oro; "El amor de los dos", "Llegó el momento" y "El papá de los amores", con Peter Manjarrés; "La mitad de mi vida", Beto Zabaleta, lo han consolidado como uno de los más importantes del país.
En enero de 2015 presentó el tema Pero qué hago con el que ingresó al ranking Top Latin Songs - Vallenato Colombia de Monitor Latino donde escaló de la posición 12.ª a la 4.ª en una semana. En este mismo ranking aparece su tema Me caso contigo donde ha estado 30 semanas desde su lanzamiento en agosto de 2014 llegando a ocupar incluso la primera posición.
En 2016 se destacó en el grupo de los mejores de la música en español de la mano de la banda venezolana Guaco, con quienes grabó a dúo la canción 'Siento tu amor' incluida en el trabajo 'Presente continuo', que compitió por el gramófono de mejor álbum tropical.
Actualmente, Felipe prepara su trabajo número 12, presentado con el sencillo 'Vestirte de amor', que en menos de una semana fue líder en los listados musicales de Colombia, los que se mantuvo como número uno por ocho semanas y posteriormente en el top 20 oficial de América Latina, ocupó la misma posición.

## Origen
Su familia es oriunda de la fronteriza ciudad colombiana de Maicao lugar donde trabajaban sus padres, y Maracaibo fue la primera opción para el nacimiento de dos de los cinco hermanos Peláez. "Para esa época los mejores hospitales estaban en Maracaibo, por eso mi mamá venía para acá a parir", explica el cantante las razones paternas para tal decisión.[cita requerida]
"Nosotros siempre hemos tenido mucho nexo con Maracaibo, por ser un punto de referencia muy importante, al ser la ciudad grande más cercana a Maicao. En esa época estábamos permanentemente en los dos lugares. Mis padres se mudaban a Maracaibo, nacíamos y posteriormente nos llevaban a Maicao", explica.[cita requerida]
Esos años en Maicao la familia Peláez Rodríguez siempre estuvo ligada a Venezuela. Maracaibo siempre fue la ciudad de los paseos en familia, y ha seguido siendo un lugar importante para Felipe.[cita requerida]

## Colaboraciones
- Mírame de Frente (feat. Kany Garcia)
- Duele Tanto (feat. Maluma)
- Que No Me Faltes Tu (feat. Wilfran Castillo)
- Siento Tu Amor (feat. Guaco)
- 30 de Febrero (feat. Intocable)
- Un Amor Viejo No Se Olvida (feat. Alfredo Gutiérrez)
- Te Odio y Te Amo (feat. Jorge Celedon)
- Hoy Que Volviste (feat. Ivan Villazon)
- Después De Ti (feat. Los Ángeles)
- Sin Saber Que Me Espera (feat. Diomedes Diaz)
- No Te Escondas (feat. Silvestre Dangond)
- Por Siempre y Para Siempre (feat. Gilberto Santa Rosa)
- Ella y Tu (feat. Joe Arroyo)
- No Hay Amor Como Tu Amor (feat. Omar Geles)
- Déjame Llorar. (Diomedes Díaz)
- Ven Conmigo (Diomedes Díaz)
- Vivo Pensando En Ti (feat. Maluma)
- No Te Creo (feat. Noriel & Nacho)
- El Amigo Más Rico Del Mundo (feat. Luis Fabián)

## Premios y nominaciones
Dentro de la extensa lista de distinciones recibidas por Felipe en su carrera artística resaltan:
- Triple Disco de Oro por el CD "A mi manera" en el 2009.
- Premio SAYCO "Mejor Cantautor" en el año 2010.
- Grammy Latino a mejor álbum de salsa con Gilberto Santa Rosa, por el disco “Irrepetible” en el que está incluida la canción “Señora” de su autoría e interpretada a dúo con el Caballero de la Salsa, en el año 2010.
- Ganador Orquídea de Diamante en el 2010 (Premio que entrega la alcaldía de Maracaibo y Venevisión), lo escoge el público con aplausos.
- Ganador Doble Orquídea de Platino en el 2011 (Premio que entrega la alcaldía de Maracaibo y Venevisión), lo escoge el público con aplausos.
- 2011 nominado a los Grammy Anglo con Gilberto Santa Rosa por el disco “Irrepetible”.
- Disco de Platino por el CD "Más que palabras" en el 2012.
- 2012 Nominado al Grammy latino con su disco 'De otra manera' en la categoría Cumbia- Vallenato.
- 2013 Ganador del Grammy latino, en la categoría Cumbia- Vallenato por su trabajo titulado “Diferente”.
- 2014 Ganador Canción vallenata del año en los Premios Nuestra Tierra, por "Mi Celosa Hermosa".
- 2014 Ganador Artista vallenato del año en los Premios Nuestra Tierra.
- Disco de Diamante por el CD "Tiempo Perfecto" en el 2015. (Primera vez que lo entrega Codiscos a un artista).
- 2016 Nominado a Mejor Álbum Tropical del Grammy Latino junto a la agrupación Guaco y su disco “Presente continuo”, para el que grabó el tema “Siento tu amor”
- 2019 Nominado a Mejor Álbum Tropical Latino del Grammy con su disco “Ponle Actitud”

### Premios Nuestra Tierra
| Año  | Trabajo nominado               | Categoría                 | Resultado |
| ---- | ------------------------------ | ------------------------- | --------- |
| 2010 | El Amor más Grande del Planeta | Canción vallenata del Año | Ganador   |
| 2020 | Tanto                          | Canción vallenata del Año | Nominado  |

## Discografía
* Deseos (1999)
1. No Quisiera (Fabián Corrales)
2. Mi Nueva Ilusión (Enrique Kike Araujo)
3. Deseos (Gabriel Arregoces)
4. Condolete (Hernando Marín)
5. Me Cansé (Felipe Peláez - Carlos Huertas Jr)
6. El Final De Aquella Historia (Alberto “Tico” Mercado)
7. Se Muere El Amor (José Martínez)
8. Déjate De Cosas (Ramiro Garrido)
9. Sigue (Felipe Peláez)
10. No Me Busques (Carlos Huertas Jr)
11. Tú Crees Que Soy Capaz (Fabián Corrales)
12. Cuando Pase (Hugo Huertas)

* Con todo el Corazón (2000)
1. Sufro
2. No Aguanto Más
3. Te Quise Alguna Vez
4. Vuelve
5. Una Flor Sin Colibrí
6. El Ambicioso
7. Me Voy Bien Lejos
8. Ay Juepa
9. Y Qué Sería De Mí?
10. Con Todo El Corazón

* Felipe Peláez Y Su Son Guajira (2002) 
1. Te Falta Mucho Más
2. Quiéreme
3. Ahora
4. Te Voy A Querer
5. No Puedo Vivir Sin Ti
6. Tilín Tilín
7. Te Vas
8. Vuelve
9. Quiero Ser
10. Cariñito Dónde Estás
11. Todo De Mi Todo

* Entre amigos (2005) (todas de autoría de Felipe Peláez)
1. Me Gustas
2. Se te Hizo Tarde feat. Jorge Oñate
3. Llegó el Momento feat. Peter Manjarrés
4. La Mitad De Mi Vida feat. Beto Zabaleta
5. Una Como Tú
6. Si Te Pasa Igual feat. Fabián Corrales
7. Entonces No Serás
8. No Te Escondas feat. Silvestre Dangond
9. Todo De Mi Todo feat. Jorge Celedón & Jimmy Zambrano
10. En Nombre De Los Hombres feat. Iván Villazón
11. Pa’ Las Que Sea feat. Silvestre Dangond
12. Solo feat. Poncho Zuleta
13. Te Estoy Queriendo feat. Larry Iguarán
14. Buscaré Quien Me Quiera feat. Rafael Santos
15. Ella Y Tú feat. Joe Arroyo

* A Paso Firme (2007)
1. Te Amo (Jorge Mario Peña)
2. Lo Tienes Todo (Felipe Peláez)
3. Vuelvo Al Ruedo (Álvaro Vence)
4. Quiero Enamorarme De Ti (Felipe Peláez)
5. Qué Más Puedo Hacer (José Iván Marín)
6. Así Dios Lo Quiso (Manuel Pineda "Lleras")
7. Será Mejor Que Me Olvides (Alberto "tico" Mercado)
8. Borracha feat. Fernando Echavarría (Felipe Peláez)
9. Vivo Enamorado (Leonardo "Leo" Gómez Jr.)
10. Ahora Dime Tú (Fabián Corrales)
11. De Lejitos Mejor (Felipe Peláez)
12. Cuando Vuelvas (Luis Fernando "Luifer" Cuello
13. Loco (Daimer Sierra)
14. Cuando Quieras Quiero (Felipe Peláez) (en vivo)

* A mi manera (2008)
1. Caminaré (Wilfrán Castillo)
2. Pase Lo Que Pase (Felipe Peláez)
3. El Amor Más Grande Del Planeta (Omar Geles)
4. Otro Cuento (José Iván Marín)
5. Cuando Se Acaba El Amor (Daimer Sierra)
6. No Te Vayas (Felipe Peláez)
7. Pide Lo Que Quieras (Rolando Ochoa)
8. Adolorido (Alberto "Tico" Mercado)
9. Amapola (Juan Luis Guerra)
10. Te Amo Y Te Amo (Wilfrán Castillo)
11. Mejor Es Imposible (Jorge Mario Gutiérrez)
12. Yo Quiero Volver (Leonardo "Leo" Gómez Jr.)
13. Empecemos De Cero (Wadit Manzur)

Bonus Track
1. Loco (Daimer Sierra)
2. Katapum feat. Eddy Herrera (Felipe Peláez)

Versión en vivo:
1. Por ti
2. La encontré

* Más que palabras (2010)
1. Solo Tuyo (Felipe Peláez)
2. Tengo Ganas (Wilfran Castillo)
3. Y Yo Pierdo El Año (Omar Geles Suárez)
4. Hoy Que Volviste feat. Iván Villazón (Alejandro Sarmiento)
5. Por Estar Contigo (José Iván Marín)
6. No Me Dejes Sin Ti (“Tico” Mercado)
7. Después De Ti (Daimer Sierra)
8. Quiero Amarte (Wilfran Castillo)
9. La Que Se Fue, ¡Se Fue! (Luis “Lucho” Alonso)
10. El Amor Triunfó (Sergio Luis Rodríguez)
11. La Gordita (Leandro Díaz)
12. Te Odio Y Te Amo feat. Jorge Celedón (Wilfran Castillo)
13. Solo Reinas Tú (Iván Calderón)
14. Tu Hombre Soy Yo (Omar Geles)
15. Amarnos (Luis Fabián Peña)
16. ¿Qué Será Lo Que Tienen? (Rolando Ochoa)

* De otra manera (2011)
1. Encontré La Que Quería – Felipe Peláez
2. Cuando La Vi – Romualdo Brito
3. La Tijera – Luis Enrique Martínez
4. Me Acompaña La Suerte - Jorge Valbuena
5. A Mi No Me Importa – Fabián Corrales
6. Al Final Del Sendero – Luis Egurrola
7. Y Qué Me Pasa - Mickey Taveras
8. Ojalá – Felipe Peláez
9. Tu Norte Soy Yo – Omar Geles
10. Difícil De Igualar – Jorge Valbuena
11. Qué Será De Mi – Efrén Calderón
12. Qué Más Puedo Hacer – José Iván Marín
13. La Negra – Alberto “Beto” Murgas
14. Estoy Enamorado – Donato Y Estefano
15. Dime Que Me Quieres – Wilfrán Castillo
16. Demasiado Tarde – Felipe Peláez
17. Medley (No Me Pidas Que Te Olvide – Wilfrán Castillo)

* Diferente (2012)
1. Así Soy Yo (Felipe Peláez)
2. Voy A Beber (Wilfran Castillo).
3. Mi Celosa Hermosa (Omar Geles)
4. Mundo Perdido (Rafa Simón Meza)
5. Si Me Dejas, Te Dejo (Alfredo “Fello” Zabaleta)
6. No Falló Mi Corazón (Felipe Peláez)
7. Mírame De Frente feat Kany García (Felipe Peláez)
8. Firme Como Siempre (Diego Daza)
9. Tan Natural (Sergio Luis Rodríguez)
10. Me Gustas Más (Manuel Julián Martínez)
11. 30 de Febrero (Wilfran Castillo)
12. Loco Por Tu Amor (José Iván Marín)
13. Olvídate De Mí (Daimer Sierra)
14. Como Quiero Y Beso Yo (Omar Geles)
15. Bonus Track: ” 30 de Febrero feat con Intocable”

* Tiempo Perfecto (2014)
1. Ni Fu Ni Fa (Felipe Peláez)
2. Si Me Quieres Amar (Sergio Luis Rodríguez)
3. Me Caso Contigo (Wilfran Castillo)
4. Tengo Un Corazón (Felipe Peláez)
5. Duele Tanto feat Maluma – (Roland Valbuena Jr.)
6. La Quiero Pa’ Mi (Manuel Julián Martínez)
7. Perdóname (Felipe Peláez)
8. Tuyo Para Siempre (Felipe Peláez)
9. Dile Que Te Cuide (Felipe Peláez)
10. El Tonto Soy Yo (Dago Orozco)
11. Siento Tu Amor feat Guaco – (Sergio Luis Rodríguez)
12. Prefiero Perderte (Felipe Peláez)
13. Lo Que Estoy Sintiendo (Felipe Peláez)
14. Llegaste Tú (Felipe Peláez)

* Felipe Peláez y Sus amigos 10 años (2015)
1. Amor del bueno (Beto Zabaleta y Manuel Julián M.)
2. Aquí me tienes (Roland Urbina)
3. Mosaico Villazonista (Fabián Corrales, Martín Elías y Sergio Luis)
4. Los Ay! Ay! Ay!  (Jean Carlo Centeno, Iván Villazón y Julián Rojas)
5. La Molinera (Osnaider Brito, Manuel Julián M. y otros)
6. La magia en tus ojos (Peter Manjarrés y Sergio Luis)
7. No quiero estar penando (Los K Morales, Ray Pérez y Mateo López)
8. Que no pase la magia (Alejandro Palacio, Erick Escobar, Churo Días y Manuel Julián)
9. Fuera de concurso (Miguel Morales, Alex Manga, Orlando Acosta y Juancho de la espriella)
10. Mosaico Peterista (Grupo Kvrass)
11. El pasado no perdona – (“Poncho” Zuleta y “Cocha” Molina)
12. ¿Qué pensaba yo? (Jean Carlos Centeno, Fabián Corrales, Otto Serge y Julián Rojas)
13. Cara E’ novio (Alfredo Gutiérrez, Rolando Ochoa, Ray Pérez, Daniel Calderón y Mono Zuleta)
14. Pero, ¿Qué hago? (Martín Elias y Ronald Urbina)
15. Gracias mi folclor (Osnaider Brito, Manuel Julián, y otros)